# Vlag van Chaam

Gemeentevlag van de gemeente Chaam (1965-1997)

Dorpsvlag (sinds 1997)

De vlag van Chaam werd op 11 oktober 1965 bij raadsbesluit vastgesteld als de gemeentelijke vlag van de Noord-Brabantse gemeente Chaam. Na de samenvoeging op 1 januari 1997 van de gemeente met Alphen en Riel tot de nieuwe gemeente Alphen-Chaam werd de vlag buiten gebruik genomen. De gemeentevlag laat zich als volgt beschrijven:
Geel met drie zwarte tot op 2/7 van de totale vlaglengte aan de broekzijde verkorte, even hoge banen, elk 1/7 van de totale vlaghoogte en aan de broek een blauwe broekingbalk ter hoogte van 2/5 van de vlaglengte, gebroken door de zwarte banen, met in de broektop een gele kam.
De blauwe en gele kleuren zijn ontleend aan het gemeentewapen, evenals de kam, waarvan de uitspraak in de streektaal klinkt als de naam van de gemeente. De vormgeving was afkomstig van de  Stichting voor Banistiek en Heraldiek, die de gemeentebesturen van de heraldisch gezien bijeen behorende dorpen Alphen en Riel, Baarle-Nassau en Chaam adviseerde gemeentevlaggen van hetzelfde stramien te kiezen. Het oorspronkelijke ontwerp voor deze vlaggen was van Willem van Ham. De wapenkleuren werden gecombineerd met de historische kleuren, volgens van Goor.

## Dorpsvlag
De gemeenteraad van Alphen-Chaam heeft tijdens een raadsvergadering op 23 oktober 1997 een dorpsvlag voor Chaam ingevoerd die afwijkt van de voormalige gemeentevlag. De vlag past in hetzelfde stramien als de gemeentevlag en lijkt op die van Alphen en Riel. Deze vlag zou als volgt kunnen worden omschreven:
Vier verticale banen in geel en zwart, gelijk over de lengte van de vlag verdeeld, met op de scheiding van de banen drie kammen, geplaatst twee en een, alles van het een in het ander.

## Verwante afbeeldingen

Het wapen van Chaam
De vlag van Alphen-Chaam
De vlag van Alphen en Riel
De dorpsvlag van Alphen
De vlag van Baarle-Nassau

Aalburg 
· Aarle-Rixtel 
· Alphen en Riel 
· Bakel en Milheeze 
· Beek en Donk 
· Beers 
· Berghem 
· Berkel-Enschot 
· Berlicum 
· Bladel en Netersel 
· Borkel en Schaft 
· Boxmeer 
· Budel 
· Chaam 
· Cuijk 
· Cuijk en Sint Agatha 
· Den Dungen 
· Diessen 
· Dinteloord en Prinsenland 
· Drunen 
· Dussen 
· Engelen 
· Erp 
· Esch 
· Escharen 
· Fijnaart en Heijningen 
· Geffen 
· Geldrop 
· Gemert 
· Giessen 
· Ginneken en Bavel 
· Grave 
· 's Gravenmoer 
· Haaren 
· Halsteren 
· Haps 
· Heesch 
· Heeswijk-Dinther 
· Heeze 
· Helvoirt 
· Hoeven 
· Hooge en Lage Mierde 
· Hooge en Lage Zwaluwe 
· Hoogeloon, Hapert en Casteren 
· Huijbergen 
· Klundert 
· Landerd 
· Leende 
· Liempde 
· Lieshout 
· Lith 
· Luyksgestel 
· Maarheeze 
· Maasdonk 
· Made en Drimmelen 
· Megen, Haren en Macharen 
· Mierlo 
· Mill en Sint Hubert 
· Moergestel 
· Nieuw-Ginneken 
· Nieuw-Vossemeer 
· Nistelrode 
· Nuland 
· Oeffelt 
· Oost-, West- en Middelbeers 
· Oploo, Sint Anthonis en Ledeacker 
· Ossendrecht 
· Oud en Nieuw Gastel 
· Oudenbosch 
· Prinsenbeek 
· Putte 
· Raamsdonk 
· Ravenstein 
· Reusel 
· Riethoven 
· Rijsbergen 
· Rijswijk 
· Roosendaal en Nispen 
· Rosmalen 
· Schaijk 
· Schijndel 
· Sint Anthonis 
· Sint-Oedenrode 
· Sprang-Capelle 
· Standdaarbuiten 
· Terheijden 
· Teteringen 
· Uden 
· Udenhout 
· Veghel
· Vessem, Wintelre en Knegsel 
· Vierlingsbeek 
· Vlijmen 
· Wanroij 
· Waspik 
· Werkendam 
· Westerhoven 
· Willemstad 
· Woudrichem 
· Wouw 
· Zeeland 
· Zevenbergen
Acht
· Alphen
· Bavel
· Berghem
· Berlicum
· Biest-Houtakker
· Borkel en Schaft
· Chaam
· Cromvoirt
· Cuijk
· Den Dungen
· Dinteloord
· Effen
· Esch
· Galder
· Geeren-Noord
· Gemonde
· Haagse Beemden
· Haaren
· Halsteren
· Helvoirt
· Herpen
· Heusden
· Langenboom
· Leur
· Megen, Haren en Macharen
· Moergestel
· Nieuw-Vossemeer
· Nuland
· Olland
· Orthen
· Princenhage
· Ravenstein
· Rosmalen
· Sint-Michielsgestel
· Sprang
· Steenbergen
· Strijbeek
· Teteringen
· Ulvenhout
· Udenhout
· Velp
· Vierlingsbeek
· Waspik
· Wintelre